# Czujnik Słońca

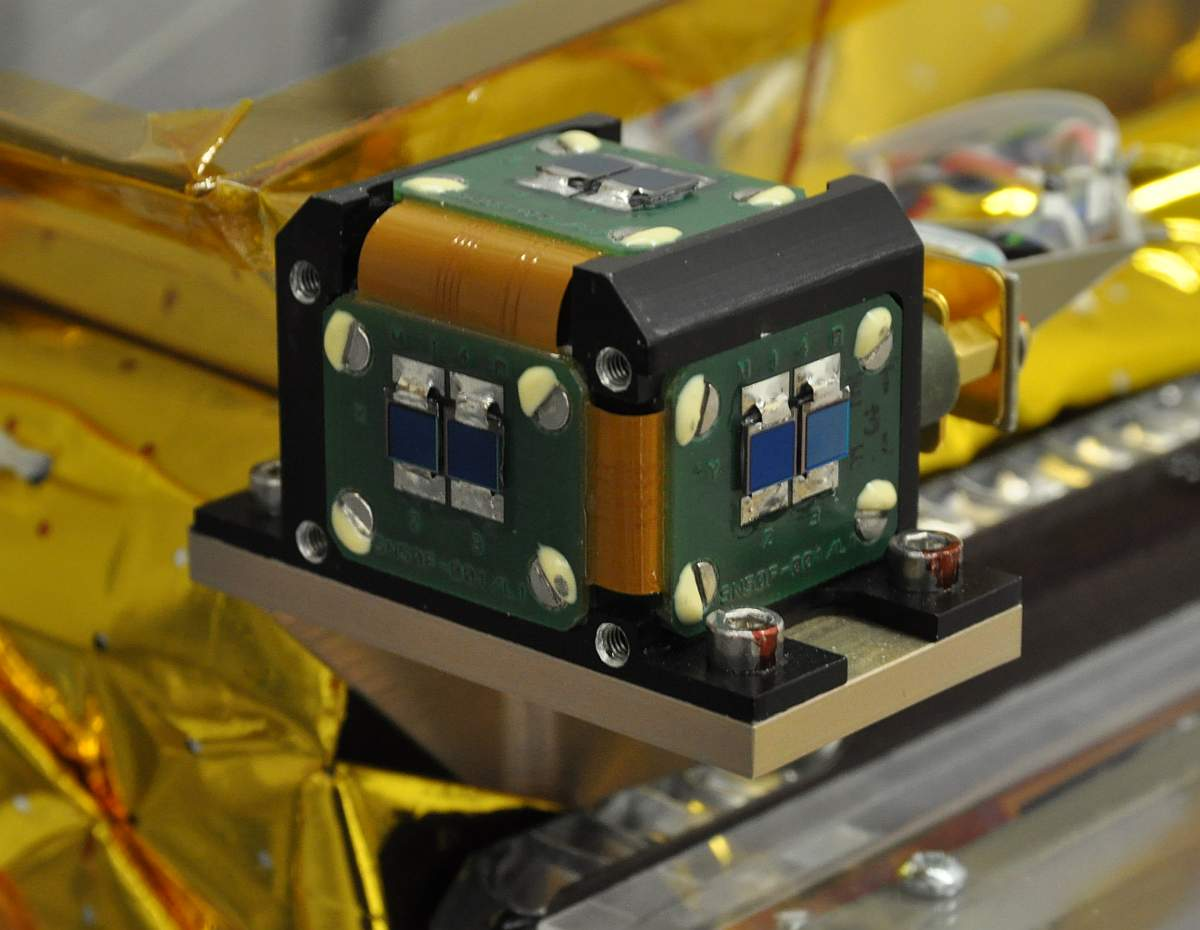
Czujnik Słońca na niemieckim satelicie TET-1

Czujnik Słońca – urządzenie nawigacyjne służące do określania kierunku Słońca względem urządzenia, wykorzystywane w przestrzeni kosmicznej na pokładach statków kosmicznych – satelitach czy rakietach suborbitalnych, a także w lotnictwie i urządzeniach naziemnych. Słońce jest dobrym obiektem do obserwacji z uwagi na silne promieniowanie oraz dobrze określoną pozycję na niebie. Czujniki Słońca wykorzystują naświetlanie elementów światłoczułych przez promienie słoneczne, wpadające do urządzenia przez odpowiednie szczeliny w obudowie. Na podstawie ilości padającego światła, różnic w ilości światła padającego na elementy światłoczułe, bądź na podstawie obrazu Słońca w kamerze tworzony jest sygnał wyjściowy. 
Istnieje wiele rodzajów czujników Słońca w zależności od konstrukcji działania i wytwarzanego sygnału wyjściowego. Pojedynczy czujnik może określać położenie Słońca względem jednej lub dwóch osi. Tworząc sygnał proporcjonalny do kąta, kosinusa kąta, bądź sygnał binarny informujący o znajdowaniu się Słońca w "polu widzenia" czujnika. Najprostsze "gruboziarniste" analogowe czujniki Słońca mierzą natężenie oświetlenia padającego na jedną fotodiodę. Rejestrowany sygnał jest zależny od kąta padania światła na czujnik, co pozwala obliczyć kąt padania światła. Czujniki te są wrażliwe na temperaturę urządzenia, na odbicia światła od elementów satelity i innych pobliskich ciał niebieskich (Ziemi, Księżyca).
Dokładniejsze urządzenia, określane jako cyfrowe, generują sygnał na podstawie obrazu rejestrowanego przez kamery CCD lub CMOS. Oprogramowanie analizujące tworzony obraz umożliwia określenie kierunku Słońca nawet wtedy, gdy pada na czujnik światło zakłócające i wytworzenie sygnału w potrzebnej postaci. Wysoka cena ogranicza stosowanie takich czujników. 
Czujniki Słońca – w zależności od przeznaczenia – oferują różne pola widzenia oraz dokładność pomiaru. Przykładowo, czujnik Coarse Sun Sensor używany na rakietach suborbitalnych NASA do wstępnego określenia orientacji przestrzennej ma pole widzenia 180°, a dokładność określenia pozycji Słońca przez zestaw czterech czujników wynosi ±1°. Z kolei bardziej dokładny Lockheed Intermediate Sun Sensor ma dwa tryby pracy – z polem widzenia  ±10° oraz  ±20° i osiąga dokładność  ±10 sekund kątowych. Klasyczny, pojedynczy czujnik Słońca nie pozwala na pełny pomiar orientacji przestrzennej pojazdu – określa wektor prowadzący od czujnika do Słońca, pojazd może być jednak dowolnie obrócony wokół tego wektora. Rozwijana jest technologia czujników rozpoznających kierunek obrotu Słońca, które mogą pozwolić na wyznaczenie wszystkich trzech kątów niezbędnych do pełnego określenia orientacji przestrzennej pojazdu. 
Polski satelita edukacyjny PW-Sat2 był wyposażony w czujnik Słońca zaprojektowany, wykonany i przetestowany przez studentów.